# Imperfect Circle
Imperfect Circle è il sesto album in studio del gruppo musicale statunitense Hootie & the Blowfish, pubblicato nel 2019.

## Tracce
1. New Year's Day – 3:32
2. Miss California – 3:12
3. Wild Fire Love – 3:33
4. Hold On – 3:22
5. Turn It Up – 3:21
6. Not Tonight – 3:20
7. We Are One – 2:04
8. Everybody but You – 3:30
9. Lonely on a Saturday Night – 3:10
10. Why – 3:19
11. Rollin' – 3:17
12. Half a Day Ahead – 3:24
13. Change – 3:27

## Formazione
- Mark Bryan – chitarra, cori, piano, mandolino, tastiera
- Dean Felber – basso, cori, Moog
- Darius Rucker – voce, chitarra
- Jim "Soni" Sonefeld – batteria, percussioni, cori